# Herbert Metcalfe
Herbert Metcalfe, född 28 november 1875 i West Hartlepool, England, död 28 november 1930 i London, var en brittisk skeppsredare verksam i Sverige.
Herbert Metcalfe var son till kreaturshandlaren John Metcalfe. Efter skolstudier erhöll han utbildning vid rederikontor i Storbritannien och på kontinenten. 1900 anställdes han av August Leffler & Son i Göteborg, och 1901 var han med om att etablera skeppsmäklarfirman Blidberg, Metcalfe & co. där, och kvarstod i firman till 1912. 1912 och fram till sin död var han VD för Förnyade ångfartygsaktiebolaget Svenska Lloyd. Under Metcalfes ledning utvecklades firman till ett av Sveriges främsta rederier. Redan i början av sin verksamhet intensifierade Metcalfe trafiken på de existerande linjerna samt öppnade trafik till Kanarieöarna och Nordafrika. Största betydelsen för företaget fick dock övertagandet av Ångfartygs AB Göteborg-Manchester 1915 samt Ångfartygs AB Thule och Ångfartygs AB Svithiod 1916 så att bolaget blev dominerande på englandstrafiken. Metcalfe var styrelseledamot i bland annat Nora bergslags järnvägsaktiebolag och Sveriges ångfartygs assuransförening samt ledamot av Lloyd's Registers svenska kommitté. Han blev 1930 Uruguays konsul i Göteborg.